# مارشوویتسه (ناحیه یابلونتس ناد نیسوو)
مارشوویتسه (به چکی: Maršovice) یک منطقهٔ مسکونی در جمهوری چک است که در ناحیه یابلونتس ناد نیسوو واقع شده‌است.